# Kiki Kogelnik
Kiki Kogelnik, avstrijska pop art umetnica, * 22. januar 1935, Gradec, Avstrija, † 1. februar 1997, Dunaj.
Njeno delo vključuje slikarstvo, kiparstvo, grafiko, instalacijo in raziskovanje nenavadnih materialov, kot so rabljene bombe ali vinilne plošče. Velja za pomembno pop umetnico, čeprav je bila znana po tem, da se sama ni opredovala kot del pop art gibanja. Živela in delala je predvsem v New Yorku, pa tudi na Dunaju in v Pliberku.

## Življenje in delo
Kiki Kogelnik se je rodila 22. januarja 1935 v Gradcu v Avstriji, svoje otroštvo in mladostništvo pa je preživela v Pliberku.

### Petdeseta leta
Svoje umetniško izobraževanje je začela na Dunaju leta 1954 na Visoki šoli za uporabne umetnosti, naslednje leto pa se je prepisala na dunajsko Akademijo za likovno umetnost. V letih študija na Akademiji je bila Kogelnikova skupaj z Arnulfom Rainerjem, Wolfgangom Holleghom, Josefom Miklom, Markusom Prachenskyjem in Marijo Lassnig že del kroga mladih avantgardnih umetnikov okrog galerije St. Stephan (od leta 1964 Galerija nächst St. Stephan) pod vodstvom Otta Mauerja. Po štiriletnem študiju na Akademiji je uradno začela ustvarjati kot umetnica. Prvo obsežno fazo dela Kiki Kogelnik predstavljajo abstraktne slike. Sodelovala je na prvih skupinskih razstavah galerije in predstavljala abstraktna dela, na nekatera od njih je vplival Serge Poliakoff iz École de Paris. V letih 1958/1959 je Kogelnik dalj časa živela v Parizu in se spoprijateljila z ameriškim  abstraktnim ekspresionistom Samom Francisom, ki jo je leta 1961 prepričal, naj se preseli v ZDA. Ko se je leta 1961 preselila v New York, je bila faza njenega abstraktnega slikarstva v bistvu končana.

### Šestdeseta leta
Kot šestindvajsetletnica se je Kiki Kogelnik odločila dlje časa ostati v ZDA. Prvo leto je preživela v Santa Monici v Kaliforniji, leta 1962 pa se je preselila v New York. V newyorških ateljejih je povsod naletela na dela abstraktnega ekspresionizma. Razšla se je s svojim prejšnjim slogom slikanja. Pop art se je institucionaliziral kot slog, vendar še zdaleč ni bil prevladujoč koncept. Pridružila se je tesno povezani skupini umetnikov, v kateri so bili med drugim Roy Lichtenstein, Claes Oldenburg, Andy Warhol, Larry Rivers, Tom Wesselmann, Joan Mitchell, Robert Rauschenberg in Jasper Johns. »Pop je postal način življenja«, Kogelnik pa je s svojimi ekstravagantnimi klobuki in oblekami postala potujoči happening.
Na njeno delo so v tem času močno vplivale takratne popartovske barve in materiali, tako da je ustvarila številne živo obarvane evforične slike z vesoljsko tematiko. V nasprotju s popumetniki se je izogibala slavljenju trgovine ali vsakdanjih predmetov, čeprav je bila znana po tem, da je v ospredje postavljala plastiko in umetno pred naravo.
V zgodnjih šestdesetih letih 20. stoletja je Kogelnik pri ustvarjanju svojih slik začela uporabljati izrezane papirnate šablone svojih prijateljev v naravni velikosti. Leta 1965 so ti prototipni izrezi postali vinilne obešanke (»Hangings«), predstavljene na istih stojalih za oblačila, ki jih je videla po ulicah v bližini svojega studia v newyorški modni četrti.
Medtem ko je bila Kogelnik leta 1966 v Londonu, je njen newyorški studio zajel ogromen požar. Čeprav se je pred požarom ravno izselila, je njen sosed v spodnjem nadstropju, ameriški umetnik Alfred Leslie, izgubil vse svoje umetniško delo. Istega leta se je v Londonu poročila z onkologom Georgem Schwarzem, leta 1967 je rodila sina Mona in se kmalu zatem vrnila v New York. Leta 1969 je Kogelnikova med pristankom Apolla 11 na Luni v Galeriji Nächst St Stephan na Dunaju ustvarila Moonhappening, med neposrednim prenosom pa je izdelala vrsto sitotiskov z lunarno tematiko.

### Sedemdeseta leta in kasneje
V sedemdesetih letih se je Kogelnik osredotočila na dela, ki so pozneje postala znana kot dela o ženskah, zlasti na žensko vlogo, prikazano v komercialnem oglaševanju. V tem obdobju je bilo za Kogelnikino delo značilno posredno obravnavanje feminističnih vprašanj z ironijo, humorjem in hladno pop estetiko. Leta 1974 se je začela občasno ukvarjati tudi s keramiko, pri čemer je kiparsko obliko uporabljala kot podaljšek slikarstva.
V osemdesetih letih prejšnjega stoletja so Kogelnikino delo začeli polniti fragmentirani ljudje, znaki in simboli, v seriji Expansions pa je uporabila keramične module, ki so bili prikazani v povezavi z njenimi slikami. Leta 1978 je posnela in režirala tudi kratek 16-milimetrski črno-beli film CBGB, v katerem so sodelovali Jim Carroll in drugi.
V poznejših delih je človeško telo upodobljeno v vse bolj fragmentirani in manipulirani obliki, dokler ni v devetdesetih letih prejšnjega stoletja večina njenih del upodabljala zelo abstraktne, a ekspresivne obraze. V tem času je Kogelnikova ustvarila serijo steklenih skulptur, povezanih risb in grafik, v katerih je poskušala komentirati dekorativne in komercialne teme v umetniškem ustvarjanju.

## Smrt in zapuščina
Kiki Kogelnik je umrla za rakom 1. februarja 1997 na Dunaju. Pokopana je v Pliberku v Avstriji.   
Istega leta je muzej Belvedere na Dunaju pripravil obsežno retrospektivo njenih del. Leta 1998 je Kogelnik posthumno prejela najvišje avstrijsko odlikovanje na področju umetnosti, avstrijski častni križ za znanost in umetnost. Pred tem je leta 1995 prejela nagrado mesta Dunaj za vizualno umetnost.   
Po umetničini smrti je bila ustanovljena ameriška neprofitna organizacija Kiki Kogelnik Foundation s sedežem na Dunaju in v New Yorku. Poslanstvo fundacije je zaščititi, dokumentirati, raziskovati in ohranjati ustvarjalno zapuščino Kiki Kogelnik.    
Leta 2003 je avstrijska pošta izdala znamko za 55 evrskih centov s Kogelnikino sliko Prenez Le Temps d'Aimer iz leta 1973. Kogelnikova je oblikovala tudi dve fontani, eno v Pliberku in drugo v Celovcu v Avstriji, kjer je po njej poimenovana ulica.
Leta 2015 je bila Kogelnik vključena v razstavo The World Goes Pop, ki je potekala v galeriji Tate Modern. Razstava je razkrila alternativni pogled na pop art in pokazala, da to ni bilo le ameriško gibanje, temveč mednarodno. Na mednarodni ravni se je pop art pogosto uporabljal tudi kot subverzivni jezik protesta in ne zgolj kot praznovanje zahodnega potrošništva. Razstava je potekala od 17. septembra 2015 do 24. januarja 2016.